# Joseph Antoine Charles de Muller
Joseph Antoine Charles Müller (1775 † 1853), militaire français, depuis le commencement de la révolution française, jusqu’à la restauration des Bourbons, a été colonel d’infanterie et baron de l’Empire.

## Biographie
Joseph Antoine Charles Müller est né le 13 mars 1775, à Epfig, dans l’actuel département du Bas-Rhin. Volontaire dans le régiment de Boulonnais (89e d’Infanterie) le 1er mai 1789, il contracte un engagement le 1er mai 1791, dans le même régiment devenu 79e et prit part à l’expédition de Savone en 1791. Il fait avec distinction les guerres de la liberté depuis 1793 jusqu’à l’an IX aux armées des Pyrénées Orientales, d’Italie, de Rome, de Naples et des Grisons.
Le 17 juillet 1793, lorsque l’ennemi bombarde le camp retranché établi près de Perpignan, le général Dagobert fait une sortie avec quelques bataillons. Assailli par des forces supérieures, toute la ligne plie. Simple soldat alors, Müller, voyant ses officiers hors de combat, se met à la tête de la seconde section de sa compagnie qui n’a pas bougé et, secondé par un mouvement de leur cavalerie, ce petit nombre de braves soutient le choc de toute l’avant garde espagnole tandis qu’à quelque distance en arrière, on rétablit la ligne de bataille. Cette action hardie sauve la colonne française d’une entière défaite.
Le 3 septembre 1793, il passe comme caporal dans le 3e bataillon de volontaires du Tarn incorporé en l’an II dans la 4e demi brigade provisoire, amalgamé en l’an IV dans le 11e de ligne et est nommé sous lieutenant le 12 octobre 1793. Pendant la campagne de l’an II, l’ennemi qui s’est rendu maître du fort Saint-Elme se porte aussitôt sur la ville et le camp retranché de Collioure. Müller se trouve dans une batterie voisine ; il se fait suivre par cinquante hommes déterminés, atteint les Espagnols occupés au pillage du faubourg, et les en chasse.
Lieutenant le 16 frimaire de la même année, il fait partie de l’avant garde commandée par le général Augereau, pendant la campagne de l’an III. Un poste important établi près de la fonderie espagnole de la Chapelle et défendu par 180 chasseurs de la montagne vient d’être enlevé par l’ennemi. Le lieutenant Müller obtient la permission de se mettre à la tête de vingt-cinq hommes d’élite. Il attaque un ennemi fort de trois-cents hommes, le culbute à la baïonnette et reprend le poste dans lequel il se maintient malgré les efforts désespérés des Espagnols. Dans cette affaire, il est blessé d’un coup de sabre par un officier qu’il tue au milieu des rangs ennemis. Il reçoit son brevet de capitaine le 4 frimaire an IV.
Le général en chef Championnet pendant la retraite du corps d’armée de Rome le laisse dans le fort de Civita Castellana avec une garnison de cent-cinquante hommes et de vingt canonniers, et lui enjoint de tenir jusqu’à la dernière extrémité. Attaqué par la division napolitaine, Müller leur en impose par sa contenance et les généraux ennemis n’osent jamais établir leurs communications par la ville que sa garnison trop peu nombreuse est pourtant forcée d’abandonner toutes les nuits. Il se défend avec la plus louable opiniâtreté et répond par des coups de fusil aux sommations qui lui sont faites. Enfin au bout de neuf jours, cette armée si nombreuse se décide à opérer sa retraite. Le capitaine Müller suit le mouvement de l’ennemi avec cinq chasseurs à cheval seulement, le force à abandonner un convoi de fourrages, et trouvant à quelques lieues une compagnie de cavalerie qui occupe la petite ville de Nepi, il n’hésite pas à la charger, la chasse de cette ville et reste maître des différents magasins qu’elle s’efforçait de faire évacuer.
Il passe comme capitaine aide de camp auprès du général en chef Macdonald le 7 ventôse an VII, et est chargé de porter à Rome des dépêches à sa destination, suivi d’un seul domestique, à travers les postes nombreux de révoltés qui occupaient si bien tous les passages que le commissaire Abrial se trouve depuis plusieurs jours retenu à Terracina avec une escorte de plus de quatre-cents hommes, qui ont à différentes reprises tenté de passer.
Sa conduite à la sanglante journée de la Trebbia le 1er messidor, lui vaut le grade de chef de bataillon sur le champ de bataille. Le Directoire le confirme dans ce garde le 19 thermidor suivant. Passé dans la 49e demi brigade de ligne le 19 germinal an X, il sert sur les côtes de Cherbourg pendant une année et la suivante.
Major du 65e régiment d'infanterie de ligne le 30 frimaire an X et membre de la légion d’honneur le 4 germinal suivant, il fait les campagnes de l’an XIV à 1807 en Autriche, en Prusse et en Pologne avec la Grande Armée, passe comme chef de bataillon dans les grenadiers à pied de la garde impériale le 1er mai 1806, et est promu colonel du 12e régiment d'infanterie de la ligne le 20 octobre suivant. Il se distingue le 20 décembre de la même année au combat de Pultusk et y reçoit un coup de feu à l’articulation du genou gauche. Officier de la Légion d'honneur le 7 juillet 1807, il est créé baron de l'Empire le 19 mars 1808. Admis à la retraite le 7 août 1809, il se fixe au château du Bois-Ferrand, à Moulines (Manche).
Il habite ensuite à Serches dont il est maire jusqu’en 1812.
Le 31 mars 1812, il reprend du service comme commandant d’armes à Ostende. Le 31 août 1813, il est aide de camp du ministre de la Guerre. Il se rallie à Louis XVIII et devient commandant du 86e régiment d'infanterie de ligne le 18 juillet 1814. Il est fait chevalier de Saint-Louis le 20 août 1814.
Il se retire dans la commune de Repaix, où il est maire de 1825 à 1829. Joseph Antoine Charles Müller est mort âgé de 78 ans le 6 mai 1853, à Nancy.

## Dotation
- Dotation de 4 000 francs de rente annuelle sur les biens réservés en Westphalie le 17 mars 1808.

## Armoiries
| Figure | Nom du baron et blasonnement |
| ------ | --- |
|        | Armes du baron Joseph Antoine Charles de Muller et de l'Empire, décret du 19 mar 1808, lettres patentes du 10 septembre 1808, officier de la Légion d'honneur Écartelé ; au premier d'azur au soleil rayonnant d'or dissipant un nuage d'argent; au deuxième des barons militaires; au troisième d'argent au bouclier de sable bordé et clouté d'or; au quatrième de sable à la roue de moulin d'or. Livrées : rouge, jaune, noir, bleu et blanc . |